# Ороско-Эстрада, Андрес
Андрес Ороско-Эстрада (исп. Andrés Orozco-Estrada; род. 14 декабря 1977, Медельин) — колумбийский дирижёр.
Родился в бедной семье. С четырёхлетнего возраста учился игре на скрипке, в 1992 году начал заниматься дирижированием под руководством Сесилии Эспиноса и Алехандро Посады. Продолжил образование как скрипач и дирижёр в Папском Ксаверианском университете. В 1997—2003 гг. изучал дирижирование в Венском университете музыки и исполнительского искусства под руководством Уроша Лайовича.
Дебютировал за пультом в 2000 году на музыкальном фестивале в Турине. С 2001 года руководил оркестром Венского технического университета. В 2004 году выступил с Тонкюнстлероркестром, заменив в последнюю минуту Хайнца Вальберга, в дальнейшем много сотрудничал с этим коллективом, а в 2009—2014 гг. возглавлял его. Как оперный дирижёр дебютировал в 2001 году в Мюнхене постановкой «Орфей и Эвридика» Кристофа Виллибальда Глюка, в 2005—2007 гг. музыкальный руководитель Клостернойбургской оперы.
В 2005—2009 гг. возглавлял Большой оркестр Граца, в 2009—2013 гг. Национальный оркестр Страны Басков. С 2014 года главный дирижёр Симфонического оркестра Франкфуртского радио и, одновременно, Хьюстонского симфонического оркестра. С 2015 года также главный приглашённый дирижёр Лондонского филармонического оркестра.